# Dessau-Wörlitzersko vrtno carstvo
Dessau-Wörlitzersko vrtno carstvo, također poznato kao Engleski kraj Wörlitz, jedan je od prvih i najvećih engleskih parkova u Njemačkoj i kontinentalnoj Europi. Nastao je u kasnom 18. stoljeću pod namjesništvu vojvode Leopolda III. od Anhalt-Dessaua (1740. – 1817.). Ideju za park dobio je nakon proputovanja po Italiji, Nizozemskoj, Engleskoj, Francuskoj i Švicarskoj, sa svojim prijateljem arhitektom F. W. von Erdmannsdorffom. Pod jakim utjecajem ideala prosvjetiteljstva htjeli su formalnim vrtom prevladati barokne utjecaje naturalističkim krajolikom kao što su vidjeli na imanjima Stourhead i Ermenonville. Danas kulturni krajolik Dessau-Wörlitz obuhvaća površinu od 142 km² u srednjem toku riječnog rezervata Elbe u njemačkoj saveznoj pokrajini Saska-Anhalt.
God. 2000., ovaj kompleks parkova je upisan na UNESCOv popis mjesta svjetske baštine u Europi.

## Dijelovi
- Oranienbaum – najstariji dio parka (1659. – 1673.); nizozemsko barokno naselje s dvorcem i parkom nizozemskog princa Fridrika Henrika od Oranje.
- Rokoko Dvorac Mosigkau (1752.) u kojemu se nalaze djela Rubensa i van Dycka.
- Engleski park Wörlitzer (1769. – 1773.) na jezerskom rukavcu Elbe s neoklasicističkim dvorcem, sinagogom, neogotičkom crkvom sv. Petra, kućom u istom stilu i nekoliko replika grčkih hramova (uključujući Panteon).
- Neoklasicistički Dvorac Luisium s parkom (1774.) u Walderseeu (Dessau).
- Šumski park Sieglitzer Berg (započet 1777.).
- Dvorac Georgium s engleskim parkom nizozemskog princa Johna Georgea kod Erdmannsdorffa (1780.) u kojemu se nalazi velika kolekcija slika (Albrecht Dürer, Lucas Cranach Stariji, i dr.).
- Dvorac Großkühnau (1780.) na zapadnom obronku kompleksa s vještačkim otocima, voćnjakom i vinogradom.
- Šumarska loža Leiner Berg iz 1830. god. u kojoj je danas restoran.

- Dvorac Oranienbaum
- Dvorac i park Mosigkau
- Panteon u parku Wörlitzer
- Vila Hamillton na kamenom otoku parka Wörlitzer
- Dvorac Wörlitz